# Бранко Перић
Бранко Перић (Брусник, код Зајечара, 20. септембар 1913 – Брусник, код Зајечара, 18. фебруар 1942), учесник Народноослободилачке борбе и народни херој Југославије.

## Биографија
Рођен је 20. септембра 1913. године у селу Бруснику, код Зајечара. Потицао је из земљорадничке породице. Његов отац Милан је погинуо 1915. године у Првом светском рату, а пошто му се мајка потом преудала, бригу о њему је преузела баба. Основну школу је завршио у родном селу, али пошто је био лошег материјалног стања није се даље школовао. Одрастао је помажући баби и бавећи се земорадњом.
За време школовања, пошто је био одличан ђак, стекао је љубав према књигама. Чувајући стоку доста је читао. Од геометра, који је у то време премеравао земљиште у његовом и оближњим селима, добио је прва сазнања о револуционарној борби радничке класе. Касније је преко студената из његовог села, који су се школовали у Београду и припадали револуционарном студентском покрету, добијао нова сазнања о марксизму, као и марксиситичку литературу. Непосредно пред почетак Другог светског рата, постао је члан тада илегалне Комунистичке партије Југославије (КПЈ).
Уочи Априлског рата, био је мобилисан у Југословенску војску и распоређен на обезбеђивање Сипског канала. Већ првог дана рата, 6. априла 1941. године, Немци су из Румуније извршили препад на Сипски канал. Пошто се одбрана канала распала, Бранко се са пушком вратио у своје родно село. Након тога је активно радио на окупљању омладине и организовању Народноослободилачког покрета (НОП).
Након напада Немачке на Совјетски Савез, 22. јуна 1941. године, Бранко је заједно са Љубомиром Нешићем, који је био члан Окружног комитета КПЈ за Зaјечар и руководилац Окружне војне комисије, обилазио села и позивао народ на борбу. У току припрема за устанак, Бранко је био задужен за рад са омладином. У свом селу је био формирао организацију Савеза комунистичке омладине Југославије (СКОЈ) и омладину упознао са Прогласом Централног комитета КПЈ.
Када је 1. августа 1941. године формиран Крајински партизански одред, Бранко је постављен за његовог команданта. Са овим Одредом, који је на почетку бројао свега 22 борца, у ноћи 16/17. августа напао је жандармеријске посаде у селима Рајац, Тамнич и Брусник. Неколико дана касније, у ноћи 22/23. августа Одред је извршио напад на Салаш, када су убијени срески начелник, командир жандармеријске станице и тројица жандарма. Ослобођењем Салаша, био је ослобођен читав Крајински срез.
Под његовом командом, Одред је извео значајну победу над четницима Велимира Пилетића војводе крајинског, који је претходно прекршио споразум са партизанима и заробио део Мајданпечког партизанског одреда. У ову акцију, Бранко је повео педесет бораца, а у силовитом нападу они су разбили четнике и ослободили заробљене борце из Мајданпечког одреда. Након погибије Љубе Нешића, политичког комесара Одреда, 29. септембра 1941. године, након борбе за Салаш, главнина Одреда је успела да се извуче и повуче на планину Дели Јован. Након ове тешке борбе, Одред је са 158 спао на свега 35 бораца. Одред се поред погибија, осипао и због малодушности код појединих бораца. Након тога Одред је био подељен на тројке, како би лакше преживели офанзиву.
Бранко се тада прикључио једној чети Кучевског партизанског одреда, где је најпре био постављен за инструктора чете, а потом за њеног командира. Са овом четом, учествовао је у разбијању немачко-четничке групације код Рудне Главе, октобра 1941. године. Лично се истицао храброшћу у многим борбама. Са пушкомитраљезом је нанео велике губитке непријатељу у близини Милошеве куле и Горњана. Истицао се и приликом заузимања Доњег Милановца, као и у борбама за одбрану Мајданпека од Немаца и четника. Након повлачења из Мајданпека и разбијања Звишког партизанског одреда, Бранко је са својом четом деловао у селима Волуја и Нересница.
Почетком децембра 1941. године, Бранкова чета је нарасла на 70 бораца и потом је водила борбе за ослобођење Петровца на Млави. У Петровом Селу, код Кладова, Бранко је одржао сеоски збор на коме је позвао сељаке да се придруже партизанима, а потом је са четом у веома тешким зимским условима кренуо ка Кладову. На том путу су их напали четници Косте Пећанца и услед лошег времена савладали. У овој борби чета је изгубила скоро половину бораца. Промрзла и десеткована главнина чете је успела да стигне у близину Жагубице. Четници Драже Михаиловића, који су држали овај терен, обећали су партизанима да ће их на основу ранијег партизанско—четничког договора пропустити кроз њихову територију и дозволити да сиђу у Жагубицу. Партизански штаб, упркос Бранковом противљењу, донео је одлуку са се четницима може веровати и кренуо је ка Жагубици. Након доласка у четнички штаб, четници су прво заробили Велимира Маркићевића, а потом Бранка. Након тога су заробили и разоружали и остале борце.
Четници су у затвору тукли и мучили заробљене партизане, а потом су их спровели у Кучево, где су их предали четницима Косте Пећанца у Крепољину и Рудној Глави. Након тога Бранко је био одведен у Неготин, где је био заточен у затвору Окружног суда. Ту су га четници свакодневно саслушавали и тукли, а поред тога, Бранко их је упорно називао издајницима и злочинцима. Након што је био осуђен на смрт, Бранко је одведен у родно село Брусник, где је над њим 18. фебруара 1942. године извршена смртна казна.
Указом председника Федеративне Народне Републике Југославије Јосипа Броза Тита, 27. новембра 1953. године, проглашен је за народног хероја.